# Jan Jůn
Jan Jůn (30. června 1945 Praha – 23. července 2022) byl český a britský novinář.
Vystudoval Fakultu sociálních věd a žurnalistiky Univerzity Karlovy. V Československu pracoval jako redaktor v deníku Svobodné slovo, v nakladatelstvím Avicenum. Po emigraci byl redaktor nebo šéfredaktor britských časopisů Time & Tide, Property Monthly Review a Property Gazette.
Později působil jako redaktor českého vysílání rozhlasové stanice Svobodné Evropy v Mnichově. S touto stanici se po sametové revoluci přesunul do Prahy, kde se podílel na jejím společném vysílání s Českým rozhlasem v podobě programu Český rozhlas 6. S rozhlasem nadále spolupracoval jako externí komentátor a londýnský korespondent redakce analytické publicistiky.
Publikoval své texty v časopisech Přítomnost, Vesmír nebo revue Prostor. Překládal a redigoval specializované zprávy ze střední a východní Evropy pro agenturu Bloomberg.
Společně s Jaroslavem Jírů a Zbyňkem Petráčkem získal Cenu Ferdinanda Peroutky za rok 1999.